# Ceratophora aspera
Ceratophora aspera е вид влечуго от семейство Agamidae. Видът е световно застрашен, със статут Уязвим.

## Разпространение
Разпространен е в Шри Ланка.